# Sergio Barbero
Sergio Barbero, nacido el 17 de enero de 1969 en Sala Biellese, es un antiguo ciclista italiano.

## Biografía
Sergio Barbero debutó como profesional en 1993 con el equipo Navigare.
Fue especialista en semiclásicas italianas donde llegó a ganar el Giro de Lazio y los Tres Valles Varesinos con el equipo Mercatone Uno en 1999. Junto con Claudio Chiappucci posee el récord de victorias en la Japan Cup con tres logros.
En 2001, dio positivo por EPO en el  Tour de Romandía y fue suspendido durante seis meses.
Puso fin a su carrera deportiva en 2007.

## Palmarés
| 1991 - Giro d'Oro 1997 - Giro de Toscana - 1 etapa del Giro di Puglia 1999 - Tres Valles Varesinos - Giro de Lazio - Japan Cup | 2000 - 1 etapa del Giro del Trentino - G. P. Industria y Comercio de Prato 2002 - Japan Cup 2003 - Coppa Bernocchi - Japan Cup |

## Resultados en las grandes vueltas
| Carrera         | 1993 | 1994 | 1995 | 1996 | 1997 | 1998 | 1999  | 2000 | 2001 | 2002 | 2003 | 2004 | 2005 | 2006 | 2007 |
| --------------- | ---- | ---- | ---- | ---- | ---- | ---- | ----- | ---- | ---- | ---- | ---- | ---- | ---- | ---- | ---- |
| Giro de Italia  | -    | -    | 75.º | 58.º | 43.º | -    | -     | 73.º | Ab.  | 66.º | 59.º | -    | -    | Ab.  | -    |
| Tour de Francia | -    | -    | Ab.  | -    | -    | Ab.  | 124.º | -    | -    | -    | -    | -    | -    | -    | -    |
| Vuelta a España | -    | Ab.  | -    | -    | -    | -    | -     | -    | -    | -    | -    | -    | -    | -    | -    |
| Mundial en Ruta | -    | -    | -    | -    | -    | -    | -     | 52.º | -    | -    | -    | -    | -    | -    | -    |

-: no participa

Ab.: abandono